# Faryngalizace
Faryngalizace (někdy též faryngealizace) je druhotná artikulace souhlásek nebo samohlásek, při jejíž artikulaci jsou hltan nebo hrtanová příklopka staženy.

## Znaky IPA
V mezinárodní fonetické abecedě může být faryngalizace zaznamenána jedním ze dvou způsobů :
1. tildou přes písmeno, která značí velarizaci nebo faryngalizaci, např. [ɫ] ("temné l"), faryngalizovaný ekvivalent [l].
2. symbolem [ˤ] znaku pro znělou faryngální frikativu nebo obráceného znaku pro ráz umístěným jako horní index nad znakem příslušné faryngalizované souhlásky, např. [tˤ] pro faryngalizovaný ekvivalent [t].

## Používání
Arabština a syrština používají fonémovou druhotnou faryngalizaci při výslovnosti emfatických předních souhlásek. Mrtvá ubychština ze skupiny severozápadokavkazských jazyků měla 14 faryngalizovaných souhlásek. Některé jazyky Indiánů na severozápadním tichomořském pobřeží mají faryngalizované souhlásky, které ovlivňují faryngalizaci samohlásek, je to především v jazyce Čilkotinů a dále Selišů a Sahaptinů.
Jazyk taa ze skupiny kojsanských jazyků má faryngalizované samohlásky, které fonémově kontrastují se znělými dyšnými samohláskami vznikajícími kmitáním některých hrtanových chrupavek (epiglotalizované hlásky). Tyto hlásky se zaznamenávají tildou pod znakem příslušné farygalizované hlásky. Ve stejné jazykové skupině, v tuuských jazycích, jsou takové epiglotalizované hlásky rovněž fonémové. V dánštině nese mnoho samohlásek jasné charakteristiky faryngalizace.
V mnoha jazycích je faryngalizace obecně spojena s výraznější dentální artikulací předních souhlásek takže např. výslovnost temného l se blíží k dentální nebo alveodentální, zatímco výslovnost normálního l se stahuje do alveolární pozice.